# غينتري كرويل
غينتري كرويل هو سياسي أمريكي، ولد في 10 ديسمبر 1932، وتوفي في 20 ديسمبر 1989. نشط حزبياً في الحزب الديمقراطي. وقد انتخب عضو مجلس نواب تينيسي ‏.